# هشتمین جشنواره فیلم یوکوهاما
هشتمین جشنواره فیلم یوکوهاما (به ژاپنی: 第8回ヨコハマ映画祭) هشتمین دورهٔ جشنواره فیلم یوکوهاما است که در تاریخ ۳۱ ژانویه ۱۹۸۷ میلادی در شهر یوکوهاما، استان کاناگاوا کشور ژاپن برگزار شد.

## جوایز
- بهترین فیلم: Uhohho tankentai[۳]
- بهترین بازیگر جدید مرد: Tōru Nakamura – Bi bappu haisukuru, Bee Bop highschool: Koko yotaro elegy
- بهترین بازیگر نقش اول مرد:کوئیچی ایواکی – Minami e hashire, umi no michi o!
- بهترین بازیگر نقش اول زن: نارومی یاسودا – Minami e hashire, umi no michi o!, Inujini sesi mono, Sorobanzuku
- بهترین بازیگر جدید زن:
  - میکی ایمای (خواننده) – Inujini sesi mono
  - Kiwako Harada – Kare no ootobai, kanojo no shima
- بهترین بازیگر نقش مکمل مرد: Kaoru Kobayashi – Sorobanzuku
- بهترین بازیگر نقش مکمل زن: نوریکو واتانابه – Kare no ootobai, kanojo no shima
- بهترین کارگردان: Hiroyuki Nasu – Bi bappu haisukuru, Bee Bop highschool: Koko yotaro elegy
- بهترین کارگردان جدید: کایزو هایاشی – Yume miruyoni nemuritai
- بهترین فیلمنامه: یوشی‌میتسو موریتا – Uhohho tankentai, Sorobanzuku
- بهترین فیلمبرداری: Yasushi Sasakibara – Minami e hashire, umi no michi o!, Saya no iru tousizu
- بهترین فیلم مستقل: Yume miruyoni nemuritai
- جایزهٔ ویژهٔ هیئت داوران: Saya no iru tousizu – For the staff.
- جایزهٔ ویژه: کی‌هاچی اوکاموتو (Career)